# Ödesdiger vändning
Ödesdiger vändning (originaltitel A Fatal Inversion) är en roman av Ruth Rendell under hennes pseudonym Barbara Vine, utgiven i England 1987. Romanen översattes till svenska 1989.

## Handling
Romanen börjar i augusti 1986 då ett medelålders par ska begrava sin gamla hund på den egendom de ägt endast några år. Eftersom det sedan tidigare finns en liten begravningsplats för husdjur börjar de båda gräva där men finner då vad som även är mänskliga ben. Därefter hoppar romanen mellan dåtid och nutid. Huvudpersonen Adam Verne-Smith, som ägde egendomen 1976, blir mycket oroad då tidningarna börjar skriva om skelettfynden. Man får jämte Adam även följa hans vän Rufus samt deras bekant Shiva, som också var på egendomen 1976. Adam hade den gången bestämt sig för att starta ett kollektiv men blandningen av en rad märkliga människor slutade med att ett svårt brott begicks. Romanen har, som så ofta hos Vine, även en överraskande knorr på slutet.